# Сироватська-Мінєєва Ольга Павлівна
Ольга Павлівна Сироватська-Мінєєва  (рос. Ольга Павловна Сыроватская-Минеева, 1 жовтня 1952) — радянська легкоатлетка, олімпійська чемпіонка.

## Виступи на Олімпіадах
| Олімпіада   | Дисципліна              | Місце     |
| ----------- | ----------------------- | --------- |
| Мюнхен 1972 | біг на 400 метрів       | 7 h3 r2/4 |
| Мюнхен 1972 | естафета 4 x 400 метрів | 8         |
| Москва 1980 | біг на 800 метрів       | 2         |
| Москва 1980 | естафета 4 x 400 метрів | 1         |